# Hugo de Santalla
Hugo de Santalla fue un traductor significativo de la primera parte del siglo XII. A partir de originales árabes, produjo traducciones latinas de textos sobre alquimia, astronomía, astrología y geomancia.
Se cree que fue un sacerdote español que trabajó en Tarazona bajo el patronazgo de Miguel Cornel, obispo de la ciudad. 
Se le atribuyen traducciones de Alfraganus, Abenragel, el Liber de secretis naturae de Apolonio de Tiana, De Spatula en adivinación, y la Tabla de Esmeralda. Su Liber Aristotilis es una antología de materiales de origen griego y persa que hoy no se atribuyen a Aristóteles.